# 尖石宫
尖石宫（葡萄牙语：Casa dos Bicos）是葡萄牙里斯本的一座历史建筑。位于阿尔法玛区，兴建于16世纪，有一个奇怪的立面，受文艺复兴和曼紐風格的影响。它是历经1755年里斯本大地震而幸存的少数建筑之一。